# Gustave Ansart
Pour les articles homonymes, voir Ansart.
Gustave Ansart est un homme politique français, né le 5 mars 1923 à Roubaix (Nord) et mort le 20 septembre 1990 à Mérignies (Nord).

## Biographie
Issu d'une famille ouvrière, Gustave Ansart commence à travailler en usine à l'âge de 13 ans et se syndique à cette occasion.
Il échappe au Service du travail obligatoire pendant l'Occupation. À la Libération, il adhère au Parti communiste français et prend des responsabilités syndicales et politiques. En 1947, Gustave Ansart est élu conseiller municipal de Roubaix, l'année où il participe aux grandes grèves.
En 1951, il devient secrétaire de l'Union syndicale CGT des travailleurs de la métallurgie du Nord-Pas-de-Calais. Jeune militant poussé par Maurice Thorez, son ascension au sein du PCF est alors rapide à partir du début des années 1950, comme celle d'autres militants qui n'ont pas connu la Résistance.
En juin 1954, il est élu au comité central du PCF comme suppléant et à l'été 1954, sur intervention de Jacques Duclos, devient secrétaire de la fédération communiste du Nord, fonction qu'il conserve jusqu'en juin 1977, remplacé alors par Alain Bocquet. Parallèlement, il est élu député du Nord le 2 janvier 1956, grâce à sa deuxième place sur la liste menée par Arthur Ramette, et à l'été 1956 est désigné membre suppléant du bureau politique, à seulement 33 ans. ,  Il garde un souvenir douloureux de toute la période de la guerre d'Algérie.
A l'Assemblée nationale, il siège à la Commission du travail et de la sécurité sociale puis est réélu cinq fois d'affilée à partir de 1973. De 1981 à 1985, il est président de la commission de la Production et des Échanges de l'Assemblée nationale.
Gustave Ansart est membre du Parlement européen dès 1973, devenant le chef de file du groupe communiste. Lors des premières élections européennes en 1979, il est troisième sur la liste présentée par le Parti communiste et devient député européen jusqu'en 28 août 1981. Il siège à la Commission politique.
Il a par ailleurs été directeur du journal Liberté de 1958 à 1982, où il a succédé à Léandre Létoquart et à l'ex-leader de la Résistance André Pierrard.

## Publications
- De l'usine à l'Assemblée nationale, Éditions sociales, collection Notre Temps, 1977
- Gustave Ansart, ouvrier député, entretiens avec Jacques Estager, réédition de De l'usine à l'Assemblée nationale, le Geai Bleu, 2010 [lire un extrait sur Gallica]